# Hang-On
Hang On é um jogo de arcade lançado pela Sega em 1985. Consiste numa corrida de motos, com 6 estágios e 3 velocidades (vai da lenta*até 100 km/h, média *até 200 km/h até o limite de velocidade da motocicleta) que gradativamente completam 24 horas.